# Ugh!
Ugh! – zręcznościowa gra komputerowa, wydana przez jeden z odłamów firmy Blue Byte, podsekcję Play Byte na platformach PC, Amiga i Commodore 64. Oryginalnymi autorami i pomysłodawcami tytułu byli programiści z firmy Ego Software. Zadaniem gracza jest sterowanie prehistoryczną taksówką powietrzną, napędzaną siłą mięśni kierowcy-jaskiniowca. Ma on za zadanie wykonywać w jak najkrótszym czasie kursy na żądanie pasażerów, przewożąc ich między umieszczonymi na platformach jaskiniami. Zadanie utrudniają latające pterodaktyle, wielkie triceratopsy (kontakt z nimi skutkuje utratą życia, ale można je czasowo ogłuszać za pomocą kamieni) oraz śpiące dinozaury, których oddychanie wywołuje podmuchy wiatru. Utratą życia kończy się także zbyt mocne uderzenie o skały czy podłoże. Grę może też zakończyć strącanie pasażerów do zajmującej dół każdego poziomu wody (mężczyźni i kobiety potrafią się jakiś czas utrzymywać na powierzchni, starcy toną niemal natychmiast).
Gra liczy 69 poziomów - dzięki systemowi kodów możliwe jest rozpoczęcie zabawy od dowolnego z nich.